# راس الجبل (الشعر)

تعديل مصدري - تعديل

راس الجبل محلة تابعة لقرية جرعان، التابعة لعزلة مقنع بمديرية الشعر إحدى مديريات محافظة إب في الجمهورية اليمنية.، بلغ تعداد سكانها 32 حسب تعداد اليمن لعام 2004.